# Hubert Gercke
Hubert Gercke (* 1. April 1881 in Nikolaiken; † 7. Dezember 1942 in Görlitz) war ein deutscher General der Infanterie der Wehrmacht im Zweiten Weltkrieg.

## Leben
Gercke war der ältere Bruder von Rudolf Gercke und trat am 22. März 1899 als Fahnenjunker in das Jäger-Bataillon „Graf Yorck von Wartenburg“ (Ostpreußisches) Nr. 1 in Ortelsburg ein. Am 16. November 1899 erfolgte dort seine Ernennung zum Fähnrich sowie am 18. August 1900 die Beförderung zum Leutnant. Nach der weiteren Beförderung zum Oberleutnant am 18. Oktober 1909 wurde er als Adjutant in seinem Bataillon verwendet. Zeitgleich mit der Beförderung zum Hauptmann am 1. Oktober 1913 kam Gercke in den Bataillonsstab.
Mit Ausbruch des Ersten Weltkriegs und der Mobilmachung kam Gercke mit seinem Bataillon an der Ostfront bei dem Gefecht bei Lahna und Orlau am 23. und 24. August 1914 erstmals zum Einsatz. In der Folgezeit wurde er als Kompanie-, Bataillonsführer sowie seit 16. Januar 1917 als stellvertretender Regimentsführer des Infanterie-Regiments Nr. 446 verwendet. Für seine Leistungen während des Krieges hatte er beide Klassen des Eisernen Kreuzes, das Ritterkreuz des Königlichen Hausordens von Hohenzollern mit Schwertern sowie das Verwundetenabzeichen in Schwarz erhalten.
Nach dem Waffenstillstand von Compiègne und der Demobilisierung des Regiments Mitte Dezember 1918 in Allenstein wurde er in sein Stammbataillon zurück versetzt. Am 1. Oktober 1919 versetzte man Gercke in das Reichswehr-Infanterie-Regiment 39 und ein Jahr später wurde er Kompaniechef im Infanterie-Regiment 2 in Allenstein. Anschließend kam er am 1. Oktober 1921 in den Stab des I. Bataillons und wurde dort am 1. Juli 1922 zum Major befördert. Ab 1. Oktober 1927 fungierte Gercke als Lehrer an der Infanterieschule Dresden und wurde als solcher am 1. Februar 1928 zum Oberstleutnant befördert. Anschließend wurde Gercke unter gleichzeitiger Beförderung zum Oberst am 1. Februar 1931 Kommandeur des 6. Infanterie-Regiments als Nachfolger Bodo von Witzendorffs in Lübeck. In dieser Funktion erfolgte die Beförderung zum Generalmajor am 1. Oktober 1933. Als Generalleutnant wurde er am 1. Juni 1935 Kommandeur der 2. Infanterie-Division in Stettin. Unter gleichzeitiger Beförderung zum General der Infanterie erfolgte am 31. März 1937 seine Verabschiedung aus dem aktiven Dienst.
Man stellte Gercke bereits am 1. April 1937 zur Verfügung, betraute ihn allerdings erst nach dem Beginn des Zweiten Weltkriegs wieder mit einem Kommando. Am 22. Mai 1940 wurde er Kommandeur der 278. Infanterie-Division. Vom 17. Juli 1940 bis 9. Januar 1941 war Gercke der Führerreserve zugeteilt und anschließend als Nachfolger von Oskar von Hindenburg Kommandeur der Division z. b. V. 401. Am 10. Januar 1942 ernannte man ihn zum Kommandeur der Kriegsgefangenen im Wehrkreis I mit Sitz in Königsberg. Bereits einen Monat später wurde Gercke mit der Führung der Division Nr. 148 beauftragt und am 2. April 1942 ein weiteres Mal in die Führerreserve versetzt. Seine Mobilmachungs-Bestimmung wurde schließlich am 30. Juni 1942 aufgehoben und Gercke endgültig in den Ruhestand versetzt.